# Andrea Marko
Andrea Marko (Tirana, 3 novembre 1956) è un allenatore di calcio ed ex calciatore albanese, di ruolo centrocampista.

## Carriera

### Nazionale
Ha collezionato 5 presenze con la Nazionale albanese.

## Statistiche

### Cronologia presenze e reti in nazionale
| Cronologia completa delle presenze e delle reti in nazionale ― Albania | Cronologia completa delle presenze e delle reti in nazionale ― Albania | Cronologia completa delle presenze e delle reti in nazionale ― Albania | Cronologia completa delle presenze e delle reti in nazionale ― Albania | Cronologia completa delle presenze e delle reti in nazionale ― Albania | Cronologia completa delle presenze e delle reti in nazionale ― Albania | Cronologia completa delle presenze e delle reti in nazionale ― Albania | Cronologia completa delle presenze e delle reti in nazionale ― Albania |
| Data                                                                   | Città                                                                  | In casa                                                                | Risultato                                                              | Ospiti                                                                 | Competizione                                                           | Reti                                                                   | Note                                                                   |
| ---------------------------------------------------------------------- | ---------------------------------------------------------------------- | ---------------------------------------------------------------------- | ---------------------------------------------------------------------- | ---------------------------------------------------------------------- | ---------------------------------------------------------------------- | ---------------------------------------------------------------------- | ---------------------------------------------------------------------- |
| 3-9-1980                                                               | Tirana                                                                 | Albania                                                                | 2 – 0                                                                  | Finlandia                                                              | Qual. Mondiali 1982                                                    | -                                                                      | 61’                                                                    |
| 6-12-1980                                                              | Tirana                                                                 | Albania                                                                | 0 – 1                                                                  | Austria                                                                | Qual. Mondiali 1982                                                    | -                                                                      | 67’                                                                    |
| 11-5-1983                                                              | Tirana                                                                 | Albania                                                                | 1 – 1                                                                  | Turchia                                                                | Qual. Euro 1984                                                        | -                                                                      |                                                                        |
| 8-6-1983                                                               | Tirana                                                                 | Albania                                                                | 1 – 2                                                                  | Austria                                                                | Qual. Euro 1984                                                        | -                                                                      | 69’                                                                    |
| 30-5-1985                                                              | Tirana                                                                 | Albania                                                                | 0 – 1                                                                  | Polonia                                                                | Qual. Mondiali 1986                                                    | -                                                                      | 83’                                                                    |
| Totale                                                                 |                                                                        | Presenze                                                               | 5                                                                      |                                                                        | Reti                                                                   | 0                                                                      |                                                                        |